# El-Fish
 (mars 2020).
Si vous disposez d'ouvrages ou d'articles de référence ou si vous connaissez des sites web de qualité traitant du thème abordé ici, merci de compléter l'article en donnant les références utiles à sa vérifiabilité et en les liant à la section « Notes et références ».
El-Fish est un jeu de simulation d'aquarium sorti en 1993 sur plates-formes MS-DOS et Macintosh.
Créé par Vladimir Pokhilko et Alexey Pajitnov pour AnimaTek (et avec l'aide de Maxis), ce jeu cherche la délectation esthétique plus que la compétition et peut d'ailleurs être utilisé comme écran de veille. Tout d'abord diffusé par Mindscape, le jeu sera ensuite vendu sous le label Maxis.